# カレーパンマン
カレーパンマン（ラテン文字表記：Currypan-man、Currypanman）は、アンパンマン・シリーズに主要なメンバーとして登場する架空のキャラクター。声優は柳沢三千代。

## 初出
サンリオの雑誌『月刊いちごえほん』に掲載されていた「れんさいまんが　アンパンマン」の第15話で、アンパンマンが「おとうとをつくってください」とジャムおじさんに頼んで製造したところ、どういうわけかカレーパンとして誕生（ジャムおじさん自身も味を試食するまで何のパンかわからなかった）。
この初登場話では顔が現在の物と異なり、アンパンマンの顔を上下につぶしたような顔だったが、第22話で再登場してからレモン型の顔に成り、以後はこれが基本になった。
絵本での初出は、1981年（昭和56年）11月初版刊行の、アンパンマンシリーズで最初のクリスマス絵本『アンパンマンのサンタクロース』だった。
映像での初登場は、テレビアニメ第2話Bパート「アンパンマンとカレーパンマン」1988年（昭和63年）10月10日放映（関東エリア）。

## キャラクター

### 基本情報
頭部がカレーパンで出来ており、原作ではアンパンマン同様に顔を食べさせ、首無し状態で活動する場面もあるが、アニメ版では空腹の者には顔のカレーパンでなく、カレーライスを提供することが通例。ごはんを炊いて、鍋に切った具材と共に顔の中身であるカレーを入れて温める時と、カレーのルーを用意して作る時とがある。
アンパンマンと同じくジャムおじさんによって作られて生まれたが、アンパンマン、メロンパンナ、ロールパンナとは異なり、誕生時のエピソードは漫画版でのみ描かれており、ここでは「アンパンマンの弟」ということになっていたが、これ以後は他媒体含めあまり兄弟という描写はなく、アニメ版では初めて会った際にアンパンマンはカレーパンマンの事を（ジャムおじさん製造の事も含め）一切知らない描写があった。なお、『アンパンマン大研究』には「ジャムおじさんは、アンパンマンを作ったときのノウハウを活かしてカレーパンマンを作った」という旨の記述がある。また、キャラクターソングの歌詞では「生まれたところは知らないが――」と謳っている。あるいはまた、漫画『とべ！アンパンマン』における設定では、「カレー星」から来た宇宙人ということになっている。

### 外見
前述のとおり、頭部はカレーパンで出来ている。黒目（虹彩）はアニメ初期のころのほうが大きく描かれていて、眼を閉じると茶色の瞼が見られた。胸には、顔をイメージしたマークがある。服はオレンジ色で、黄色の手袋とブーツ、白いベルトを装着している。原作では『月刊いちごえほん』版から登場。現在とは異なり、服の真ん中に「curry」の「C」ではなく、なぜか「K」のマークがデザインされていた。

### 生活・仕事
アンパンマンやメロンパンナなど異なり、パン工場では生活しておらず、普段の生活風景は分かっていないが、「カレーの国」にあるとされる「カレーが丘」で生活している。近年はよく、しょくぱんまんと共に、学校での給食の配達を手伝うこともあるが、特に定まった仕事は見当たらない。草原で昼寝をしている場合もある。放送初期の時はモブキャラクターとして登場して絡みが無かったエピソードも存在する。

### 性格・特徴
原作漫画版の時点からパン系キャラに共通の「顔が汚れたり水にぬれると弱くなる」の他に「カレーが辛いとテンションが上がる」「カレーを吐いて武器にするが出しすぎるとしぼみ、カレー補給で復活」というような特徴があった。
アニメ版ではアンパンマンなどのように顔を食べさせたり交換する場面がほとんどなく、カレーを失った場合にカレーを注いでもらったり（カレーパックを口に入れる場合もある）して復活した後の決めゼリフは「辛さ100倍、カレーパンマン!」（背景には本人の顔を模した花火が打ち上がる）。アンパンマンと同様、顔を殴られるとたんこぶができる。また、本編でアンパンマンの体が泥まみれですぐには洗い落とせない時には服を提供したこともあった。
性格はかなり短気。また、喧嘩っ早く熱血な一方で非常に涙もろい江戸っ子のような性格。アンパンマン同様、弱い者を決して見捨てない優しさと勇気を持っている。粗野な口調が目立つが、ジャムおじさんなどの目上の人には敬語を使う等、ある程度の礼儀は弁えている。一人称は「おれ（俺）」。テレビアニメ初期の頃は「おいら」とも言っていた。稀に「おれさま（俺様）」や「ぼく（僕）」とも言う。落ち込んでいる者を辛口で責め立てて却って深く落ち込ませてしまうこともある。不器用で女性や幼い子への扱いは苦手としているが、人情深く面倒見のいい所もあり子供達からも慕われている。強さとは「辛さ」と考えている。また、「○○くん」「○○ちゃん」まで呼称があるキャラクターは、相手によっては呼び捨てだったり、そのまま呼ぶことがある。ロールパンナやクリームパンダのことはそれぞれ「ちゃん」付けで呼んでいるが、登場当初は呼び捨てにしていた。
カレー料理を作るのが得意で、カレー丼を提供したことがあるが、カレーどんまんのカレー丼には否定的だった。空腹のばいきんまんやドキンちゃんにもカレーを分ける姿勢はあるが、他の料理を振る舞うキャラクター同様に列に並ばない、他人の分を取り上げる、武器で脅かすといった暴挙に出ればあげることを拒む。わざと激辛カレーをあげることもある。
甘い食べ物は苦手で、食べ過ぎると体が弱ってしまう。この体質を利用したばいきんまんに甘いお菓子で脅かされることもある。ジャムおじさんのシチューの製作途中で、しょくぱんまんがカレー粉を入れて無理やり作ったカレーを補給した際には、「頭がクラッとする」とコメントしていた。その一方で、シチューおばさんの作った甘みのあるカレーシチューを食べた時には、「優しい味がする」と気に入って何杯もおかわりをしていた。
アンパンマンの戦い方が甘いと指摘する程、自身は好戦的である。ただし、カレー攻撃の多用でパワーダウンしたり詰めの甘さから形勢が逆転されることも珍しくない。演劇では主に悪役をやらされ、アンパンマンほどではないが、演技は下手で台詞も棒読み。ただし、舞台に立つこと自体は嫌いではないようで、しょくぱんまんと主役の取り合いをすることもある（大抵はしょくぱんまんに役を取られ、脇役か裏方をやらされてしまう）。バレエなど芸術には無関心だったが、「たまにはいい」ということで観劇していた。
しょくぱんまん初登場の時は、彼の気障な言動を不愉快に感じており、彼がかびるんるんに襲われていても見捨てようとしていたが、結局は本人の苦しそうな姿が見ていられずに助け出した。以来、しょくぱんまんとは価値観やセンスの相違による言い争いが多いものの、パトロールやアンパンマンの手助けなどにおいて行動を共にするようになった。しょくぱんまんの助言で問題を解決したこともある。しょくぱんまんが白い物を食パンに譬える台詞を言う時にいつも体を痒がっている。
女性との接触はあまり得意ではないが、これまでいくつかの女性キャラクターと交流があり、さらには好意を抱いているかのような描写も見られる。アニメ初期の頃はシュークリーム姫と両想いの関係にあったが、現在はどうなったかは不明である。TV第1141話A『カレーパンマンとおかしのくに』では、改めて行動を共にしていたが、特別な感情は見られなかった。また、ハッパちゃんにも好意を抱いているかのような描写があり、彼女に絵を贈ったことがある。

## 能力・得意技
カレー攻撃
口から激辛で熱いカレーを飛ばす。ばいきんまんを初め、熱いものや辛いものが苦手な敵を怯ませるのに役立つほか、バイキンメカ等の視界を遮る効果も持つ。しかし、前述のとおり、顔の中身であるカレーを飛ばすため無くなると一度補充しなければならない。
カレーパンチ
カレーキック
ケンダマジック
ダブルパンチ
アンパンマンやしょくぱんまんとの同時技。映画『とばせ! 希望のハンカチ』のヨゴスゾウ戦ではメロンパンナと共に使用した。
トリプルパンチ
アンパンマン・しょくぱんまんとの同時技で強大な威力を誇る。
スペシャルダブルパンチ。
「ダブルパンチ」と異なり両手でパンチを繰り出す単独技。

## 変装・変身
辛口カレーパンマン（からくちカレーパンマン）
初登場回 - TV第124話B「アンパンマンとからくちカレーパンマン」（1991年〈平成3年〉3月11日）
ドキンちゃんが作った超激辛カレーをばいきんまんに注入された状態のカレーパンマン。ばいきんまんの曰く、そのカレーは「脳みそがカレーだらけになるほど辛い」。頬の上に赤い楕円が付き、眼も白目の中に白目がある（黒目部分が点）になる。山をも砕くほどのパワーを持ち、暴走する。ジャムおじさんの調合した調味料で元に戻った。
激辛カレーパンマン（げきからカレーパンマン）
初登場回 - TV第623話A「カレーパンマンとスパイス王子」（2001年〈平成13年〉8月24日）
バタコさんやスパイス王子が作った「辛さ100倍カレー」によって、普段より顔が真っ赤になりパワーアップした状態のカレーパンマン。上記の「辛口カレーパンマン」とは違い、普段の彼と性格は変わらないままパワーアップしている。TV第740話B「カレーパンマンとみずうみ姫」（2004年〈平成16年〉2月20日）では、バタコさんが作った特製の辛さ100倍カレーを補給したことで変身し、ばいきんまんの吹雪攻撃などをものともせずに圧倒しつつアンパンマン号を凍らせようとしたばいきんまんを阻止した。
さわやかカレーパンマン
初登場回 - TV第866話A「カレーパンマンとミントちゃん」（2006年〈平成18年〉11月10日）
ミントちゃんのミントが入ったカレーを食べて爽やかになってしまった状態のカレーパンマン。性格がしょくぱんまんのようになり、言葉遣いも丁寧になってしまい、一人称が「僕」になったりばいきんまんを「君」付けで呼んだりする。
ブラックカレーパンマン
初登場回 - 映画第14作『ロールとローラ うきぐも城のひみつ』（2002年7月13日）
パワーアップしたブラックロールパンナの力で、悪い心になってしまった状態のカレーパンマン。ばいきんまんの命令に従い、アンパンマンを襲う。黒いカレーで攻撃し、ブラックしょくぱんまんと「ダブルパンチ」を繰り出す。バタコさんと共にバイキン草の雨を浴び、2人とも泥人形になってしまう。「ローラの雨」を浴びて元に戻ったが、顔が完全にふやけてしまった。

### 映画版での強制変身・固め
映画版では、他のキャラクターを守ったりしてしょくぱんまんと同様に真っ先に変身・固められるパターンが多く、その頻度もしょくぱんまんと並んで多い。
第5作『恐竜ノッシーの大冒険』　固め（石）
第6作『リリカル☆マジカルまほうの学校』　変身（かびるんるん） - 「かびるんカレーパンマン」と称する。
第6作『みんな集まれ! アンパンマンワールド』　変身（赤ちゃん） - 「あかちゃんカレーパンマン」と称する。
第8作『空とぶ絵本とガラスの靴』　固め（ガラス）
第9作『虹のピラミッド』　変身（ピラミッド） - 「ピラミッドカレーパンマン」と称する。
第10作『てのひらを太陽に』 固め（石）
第11作『勇気の花がひらくとき』 変身（鉄球）
第12作『人魚姫のなみだ』　変身（ヒトデ） - 「ヒトデカレーパンマン」と称する。
第13作『ゴミラの星』　変身（泥人形） - 「カレーパンマンの泥人形」と称する。
第16作『夢猫の国のニャニイ』　変身（ネコ） - 「ねこカレーパンマン」と称する。
第17作『ハピーの大冒険』　変身（イモムシ） - 「カレーパンマンいもむし」と称する。
第18作『いのちの星のドーリィ』　変身（かびるんるん） - 「カレーパンマンかびるんるん」と称する。
第20作『妖精リンリンのひみつ』変身（花） - 「おはなカレーパンマン」と称する。
第23作『すくえ! ココリンと奇跡の星』　変身（UFO） - 「UFOカレーパンマン」と称する。
第26作『りんごぼうやとみんなの願い』　変身（リンゴ）
第27作『ミージャと魔法のランプ』 変身（魔法のランプ）
第28作『おもちゃの星のナンダとルンダ』　変身（ぜんまい式玩具）
第30作『かがやけ!クルンといのちの星』 変身（流れ星）
第31作『きらめけ!アイスの国のバニラ姫』　変身（アイスクリーム）　

## テーマソング、キャラクターソング
- とべ！カレーパンマン

1989年（平成元年）3月20日リリース。歌はドリーミングが担当。
- ぼくらはヒーロー

1996年（平成8年）7月31日リリース。歌はアンパンマン（声：戸田恵子）、カレーパンマン（声：柳沢三千代）、しょくぱんまん（声：島本須美）ほかが担当。「ほか」というのは、しょくぱんまんの独唱パートで入るドキンちゃん（声：鶴ひろみ）のこと。
- すすめ！アンパンマン号

ドリーミングが歌った2011年（平成23年）11月23日リリース版の別バージョンとして、2016年（平成28年）12月20日にリリースされた「アンパンマンと仲間たち」バージョン。仲間たちの一人として合唱に加わっている。

## 人気
テレビアニメ『それいけ!アンパンマン』放送30周年特別企画として、アンパンマンシリーズのテレビアニメと映画 (cf. category) に登場した全キャラクターを対象とした人気投票「いちばん すきなの だあれ？」が2018年（平成30年）7月20日から8月20日まで行われた。結果は10月3日の「アンパンマンの日」に発表された。カレーパンマンは第7位（得票数非公表）となり、第12位のしょくぱんまんより上位だった。

## その他
原作者やなせたかしは、カレーパンマンの役割について「スパイス役」と語っている。カレーはやなせの学生時代からの好物であり、カレーパンマンの顔のデザインもやなせがよく買っていたカレーパンの形に因んでいる。やなせが作詞したカレーパンマンのテーマ曲『とべ!カレーパンマン』も本人のお気に入りだった。

## オブジェ

カレーパンマン像 / やなせたかしロードに設置されている石像の一つ。

アンパンマンシリーズの登場キャラクターの姿を象ったオブジェは、日本各地にいくつか点在しており、わずかながらカレーパンマンの像もある。石造りのものに関しては、高知市のものを例外として、大半は同じ規格で作られたもので（2020年時点）、それらの各キャラクターは御影石でできており、高さは約1.2 - 1.4メートル。右に画像で示した「やなせたかしロード」の石像もその一つである。
- カレーパンマンの像 - 宮城県仙台市宮城野区榴岡2-1-2に所在[gm 1]。
- カレーパンマンの像

高知県香美市香北町美良布の美良布商店街（美良布アンパンマン通り）にカレーパンマンのFRP製キャラクター人形が設置されている。この商店街にはてんどんまんなどのFRP製キャラクター人形も設置されている。
- カレーパンマン像

高知県南国市後免町にある「やなせたかしロード」（後免町商店街）内、「ごめん・よってこ広場」（後免町2-3-1）近くに所在。同じ商店街にはアンパンマン像などもある。石像は全部で7体を数えるが、これらは「やなせたかしロード」の命名に合わせて2009年（平成21年）に設置された。
- カレーパンマン像

高知県高知市の中央街内に所在。中央街にはアンパンマンシリーズのキャラクターの石像が数多く設置されている。この地域では、標準サイズの像の横か斜め前方に小像を配置している例が多い。

## イメージキャラクター、コラボレーション等

### アンパンマン列車
四国旅客鉄道（JR四国）はJR四国2000系気動車にラッピングを施し、カレーパンマンをテーマにした車両である「カレーパンマン号」（2100形2107）を「予讃線アンパンマン列車」として2001年（平成13年）10月より運行していた。
2000系のアンパンマン列車は大きく予讃線系統と土讃線系統があり、予讃線には11両のアンパンマン列車が配属されていたが、2016年（平成28年）3月26日のダイヤ改正によってJR四国8000系電車で運行されることになり、「ばいきんまん号」を初め、大半の車両が予讃線の2000系アンパンマン列車から引退した。そのような中、予讃線の2000系アンパンマン列車は「予讃線宇和海アンパンマン列車」として3両が存続され、「カレーパンマン号」はそのうちの1両であった。その後「カレーパンマン号」は2019年（令和元年）9月27日を以て「おむすびまん号」（2200形2204）とともに運行を終了しアンパンマン列車から引退、後継として上述の8000系アンパンマン列車に準じた白色をベースに虹が描かれたデザインに変更された「予讃線宇和海アンパンマン列車」を運行している。2001年（平成13年）の運行開始以来何度かデザインが変更され、最終デザインは4代目であった。

### アンパンマンラッピングバス
アンパンマンシリーズとコラボレーションしている乗り物としては、上述のアンパンマン列車のほかにJR四国バスの「アンパンマンラッピングバス」があるが、カレーパンマンをメインに扱った車両は存在せず、仲間たちの一人として描かれている。